# Eleccions municipals de 2007 a Cabra del Camp
Les eleccions municipals de 2007 a Cabra del Camp van ser unes eleccions locals que es van celebrar el diumenge 27 de maig de 2007 a Cabra del Camp, a l'Alt Camp, com a part de les eleccions municipals espanyoles. Es van triar els 7 regidors de l'Ajuntament de Cabra del Camp.

## Sistema electoral
Les eleccions als ajuntaments de l'Estat espanyol estan fixades per celebrar-se el quart diumenge de maig cada quatre anys. El sistema electoral fa servir la regla D'Hondt amb representació proporcional, llistes tancades i una barrera electoral del 5% dels vots vàlids, que inclou els vots en blanc. La votació per a l'assemblea local es basa en el sufragi universal.
En les eleccions municipals, la circumscripció electoral és el municipi i el nombre d'escons (o sigui, regidors) a triar del municipi es determina en funció del nombre d'habitants censats en aquest municipi. En el cas de Cabra del Camp, en tenir 765 persones censades, l'hi correspon 7 regidors.

## Candidatures
L'1 de maig del mateix any, la Junta Electoral de Zona de Valls va proclamar quatre candidatures del municipi de Cabra del Camp en el Butlletí Oficial de la Província de Tarragona.
1. Convergència i Unió (CiU)
2. PSC-Progrés Municipal (PSC-PM)
3. Acció Independent de Cabra del Camp (AICC)
4. Partit Popular (PP)

## Jornada electoral

### Constitució de les meses
En aquell moment, Cabra del Camp tenia una població de 944 habitants, dels quals 765 persones van ser cridades a votar a l'única mesa que es va constituir al municipi.

### Participació
La participació en aquestes eleccions va ser de 65,0%, el qual cosa implica que un total de 497 ciutadans del municipi van decidir exercir el seu dret a vot. Comparant aquesta participació amb la mitjana catalana, Cabra del Camp va registrar una xifra molt més alta, situant-se en 11,1 punts percentuals per sobre.
A continuació, es presenta una taula amb els percentatges de participació registrats a diferents hores del dia de les eleccions:
| Hores              | Cabra del Camp  |
| ------------------ | --------------- |
| Participació (14h) | 39,6% ( -6,7%)  |
| Participació (18h) | 53,1% ( -14,9%) |
| Participació (20h) | 65,0% ( -13,0%) |